# ساز الکترونیک

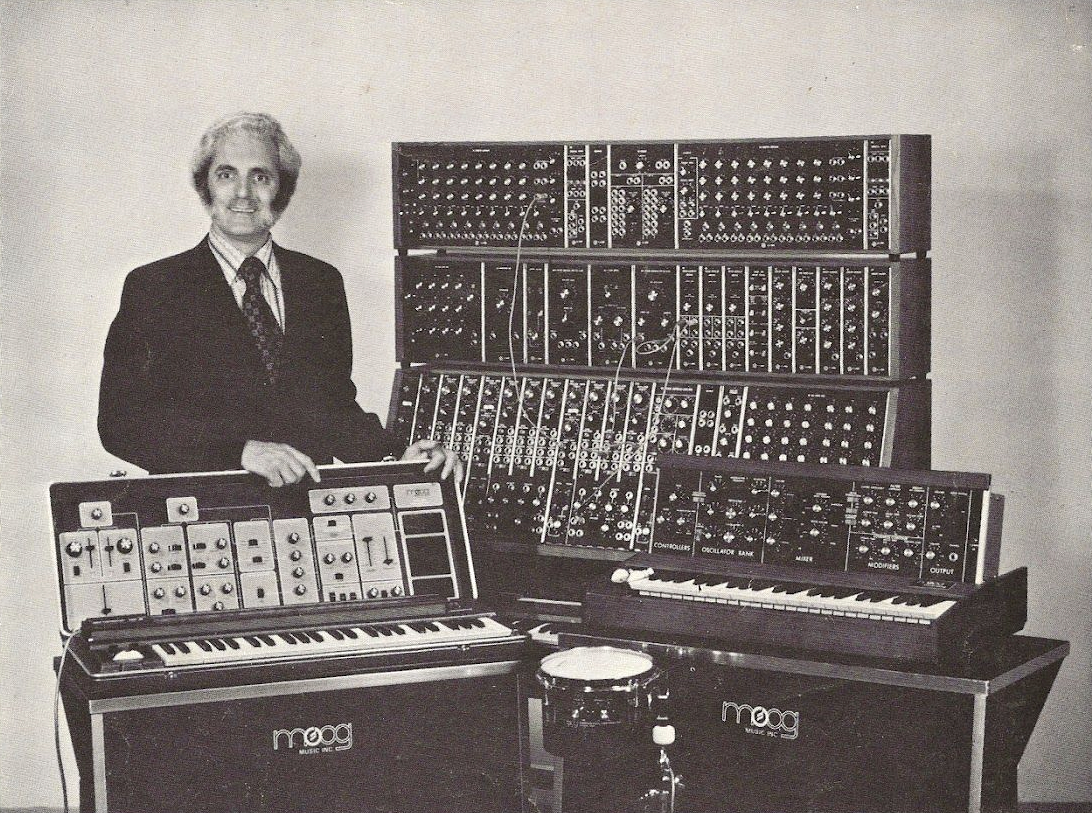
رابرت موگ، مخترع سینث‌سایزر موگ

ساز موسیقی الکترونیک سازی است که با استفاده از علم الکترونیک تولید صدا می‌کند. چنین ابزاری با خروجی دادن یک سیگنال الکتریکی صوتی که در نهایت یک بلندگو را به صدا درمی‌آورد، کار می‌کند.
یک ساز الکترونیکی متداولا می‌تواند دارای یک رابط کاربر برای کنترل صدای خود باشد، اغلب به وسیله تنظیم گام، فرکانس، یا طول مدت یک نت. هرچند با سیر نزولی استفاده از رابط کاربر و توابع تولید صدا به صورت دو قسمت مجزای کنترل‌کننده(دستگاه ورودی) و یک ترکیب‌کننده موسیقی (سینث سایزر) بترتیب، دو دستگاهی که از طریق زبان اجرایی موسیقی مانند رابط دیجیتالی سازهای موسیقی و کنترل صدای باز.
یک ابزار موسیقی الکترونیک را می‌توان به عنوان یک زیرمجموعه از برنامه‌های پردازش سیگنالهای صوتی مشاهده کرد. ابزارهای موسیقی الکترونیکی ساده که گاهی افکت‌های صوتی نامیده می‌شوند. مرز بین صدای افکت‌های صوتی و صدای حقیقی ابزار اغلب مبهم است.
آهنگساز و مهندس فرانسوی ادگار وارز توسط شیپور الکترونیک، سوت‌ها و نوار مغناطیسی قطعات متنوعی نوشت که قابل ذکرترین آن‌ها برای غرفه فیلیپس در نمایشگاه جهانی بروکسل در سال ۱۹۵۸ است.
ابزارهای موسیقی الکترونیک امروزه به‌طور گسترده‌ای در بسیاری از سبکهای موسیقی استفاده می‌شود. توسعه ابزارهای جدید موسیقی الکترونیک، کنترل‌کننده‌ها، سینت سایزرها به عنوان زمینه‌ای فعال برای پژوهش علمی ادامه پیدا کرد. کنفرانس‌های جهانی تخصصی سازماندهی شد، از معروفترین آن‌ها می‌توان از واسطه‌های جدید برای بیان موسیقی نام برد که برای گزارش کردن از لبه تیز این ابزار تشکیل شده بود نام برد. همچنین محیط ویترینی برای هنرمندانی که در اجرا یا تهیه موسیقی از ابزارهای موسیقی الکترونیکی، کنترل‌کننده‌ها، ثینت سایزرها بهره می‌بردند.